# Isolationsmekanismer
Der findes to former for isolationsmekanismer: præ-zygotiske og post-zygotiske.
Præ-zygotiske isolationsmekanismer (præ "før" og zygote "befrugtet æg") er isolationsmekanismer, der foregår, før der er blevet dannet befrugtet æg. Det kan blandt andet være:
- Forskellige levesteder (habitatet), fx vanddyr og landdyr eller dyr i forskellige værtsplanter.
- Forskellige adfærd, fx forskellige parringssignaler. Et eksempel er, at frøer kan kvække og det er kun det modsatte køn af samme art der reagerer på dette.
- Forskellige tidspunkter for parring eller kønsmodning (temporal – kønsmodning)
- Mekanisk, det vil sige at det fysiologisk ikke er muligt at danne en zygote. Det kan være på grund af surt miljø, samt om befrugtningen foregår inde eller ude.

Post-zygotiske isolationsmekansmer (post "efter" og zygote "befrugtet æg") foregår ved, at der bliver dannet hybrider, disse har en nedsat fitness på grund af:
- Nedsat levetid fx fejl under fosterstadiet
- Nedsat frugtbarhed for selve hybridet eller først ved den næste generation
- Der kan også opstå problemer i 2. generation